# In-place-Algorithmus
Ein Algorithmus arbeitet in-place bzw. in situ, wenn er außer dem für die Speicherung der zu bearbeitenden Daten benötigten Speicher nur eine konstante, also von der zu bearbeitenden Datenmenge unabhängige Menge von Speicher benötigt. Der Algorithmus überschreibt die Eingabedaten mit den Ausgabedaten.
So arbeitet etwa der Bubblesort-Algorithmus in-place, während Bucketsort out-of-place arbeitet, weil die Ausgabedaten in einer zweiten Liste gespeichert werden müssen, wodurch allerdings die ursprünglichen Daten unberührt bleiben. Die Platzkomplexität von in-place arbeitenden Algorithmen ist, in der Landau-Notation ausgedrückt, {\displaystyle {\mathcal {O}}(1)}.
In puren funktionalen Programmiersprachen können Zuweisungen nicht direkt durchgeführt werden und es ist dort daher nicht ohne weiteres möglich, In-Place-Algorithmen zu beschreiben. Durch Optimierungen des Compilers werden jedoch in einigen funktionalen Programmiersprachen Out-of-Place-Algorithmen automatisch in äquivalente In-Place-Algorithmen übersetzt. Beispielsweise erkennt der Glasgow Haskell Compiler, dass nach der Erzeugung einer modifizierten Kopie einer Variable das Original nicht mehr verwendet wird. In diesem Fall wird die Kopie intern als Zuweisung realisiert und somit kein zusätzlicher Speicher verbraucht.